# Fidelis Onye Som
Fidelis Onye Som est un boxeur nigérian né le 5 mars 1945 à Abavo Agbor.

## Carrière
Fidelis Onye Som obtient la médaille de bronze dans la catégorie des poids welters aux championnats d'Afrique de Lusaka en 1968. Aux Jeux olympiques d'été de 1968 à Mexico, il est éliminé au deuxième tour dans la catégorie des poids welters par le Canadien Donato Paduano (en).